# Ananteris cryptozoicus
Espèce
Ananteris cryptozoicus est une espèce de scorpions de la famille des Ananteridae.

## Distribution
Cette espèce est endémique de l'État d'Amazonas au Brésil. Elle se rencontre vers Manaus.

## Description
Le mâle holotype mesure 10,81 mm.

## Systématique et taxinomie
Cette espèce a été décrite par Lourenço en 2005.

## Publication originale
- Lourenço, 2005 : « Humicolous buthoid scorpions: a new species from Brazilian Amazon. » Comptes Rendus Biologies, vol. 328, no 10/11, p. 949-954.